# Crystal Space
Crystal Space – biblioteka programistyczna wykorzystywana do tworzenia aplikacji z grafiką trójwymiarową, napisana w języku C++ i rozpowszechniana na licencji GNU Lesser General Public License. Zaprojektowano ją przede wszystkim z myślą o tworzeniu gier komputerowych, dla których może pełnić rolę silnika, ale umożliwia także tworzenie innego rodzaju programów komputerowych.
Biblioteka jest dostępna na platformie Microsoft Windows, Linux, Unix oraz macOS.